# Ann Charters
Ann Charters (née Ann Ruth Danberg ; le 10 novembre 1936) est professeure émérite de littérature américaine à l'Université du Connecticut à Storrs. Elle est une spécialiste de Jack Kerouac et de la Beat Generation.

## Biographie
Charters est née le 10 novembre 1936 à Bridgeport, Connecticut. Elle est professeure de littérature américaine à l'Université du Connecticut à Storrs et s'intéresse aux auteurs Beat depuis 1956, lorsqu'en tant qu'étudiante en anglais de premier cycle à l'Université de Californie à Berkeley (BA 1957), elle assiste à la répétition de la Lecture publique à la Six gallery à San Francisco où Allen Ginsberg donne sa deuxième lecture publique de « Howl ». Elle commence à collectionner des livres écrits par des auteurs Beat alors qu'elle est étudiante diplômée à l'Université Columbia (MA 1960 ; Ph.D. 1965).
Après avoir terminé son doctorat, elle travaille avec Jack Kerouac pour compiler sa bibliographie. Après sa mort, elle écrit la première biographie de Kerouac,, Kerouac: A Biography (1973). Charters s'est vu refuser l'accès aux archives de Kerouac et s'est donc largement appuyée sur ses propres récits romancés de sa vie. Elle édite également son recueil posthume Scattered Poems et les deux volumes de ses Selected Letters sous forme de biographie de sa vie en lettres.
Elle écrit une étude littéraire sur Charles Olson et des biographies de l'artiste noir Bert Williams et (avec son mari Samuel Charters, musicologue) du poète russe Vladimir Maïakovski. Elle est rédactrice en chef de l'encyclopédie en deux volumes The Beats: Literary Bohemians in Postwar America. Elle est également l'éditrice de nombreux volumes sur la Beat Generation et la littérature américaine des années 1960, notamment The Portable Beat Reader, The Portable Sixties Reader, Beat Down To Your Soul, The Portable Jack Kerouac et en 2010 Brother-Souls: John Clellon Holmes, Jack Kerouac, and the Beat Generation, qu'elle co-écrit avec son mari.
Charters a publié une collection de ses portraits photographiques d'écrivains célèbres dans le livre Beats & Company . Ses photographies du poète suédois Tomas Tranströmer, lauréat du prix Nobel, illustrent la traduction anglaise par Samuel Charters du long poème Baltics (2012) de Tranströmer. Elle a également photographié Olson à Gloucester, dans le Massachusetts, dans son livre de lettres, Evidence of What Is Said (2015).

## Publications
- Chartes, Ann (1967). A Bibliography of Works by Jack Kerouac : (Jean Louis Lebris De Kerouac) 1939–1967. New York : La Librairie Phoenix.
- ___ (1968). Olson/Melville: A Study in Affinity. Berkeley : Oyez.
- ___, éd. (1970). Charles Olson, The Special View of History. Berkeley : Oyez.
- ___ (1973). Kerouac: A biography. San Francisco : Straight Arrow[5]
- ___ (1986). Beats and Company : Portrait of a Literary Generation. Cité-jardin : Doubleday.
- ___ et Allen Ginsberg (1986). Scenes Along the Road: Photographs of the Desolation Angels[2]
- ___, éd. (1992). The Portable Beat Reader. Viking[2].
- ___, éd. (1996). The Portable Jack Kerouac Reader. New York : Viking.
- ___, éd. (1995). ack Kerouac: Selected Letters, Vol 1, 1940–1956. Viking[2],[6].
- ___, éd. (1999). ack Kerouac: selected letters, Vol 2,  1957–1969. New York : Viking[7]
- ___, éd. (2001). Beat down to your soul: What was the Beat Generation?. New York : Pingouin.
- ___, éd. (2003). The Portable Sixties Reader. New York : Viking.
- ___ et Samuel Charters (2010). Brother-Souls: John Clellon Holmes, Jack Kerouac and the Beat Generation. Jackson : Presses universitaires du Mississippi.
- T.S. Eliot and Charles Olson: Young Tom and Charlie: Two American Poets at Home in Gloucester (2024). Sélectionné avec une introduction de Charters[8]